# 昆明号导弹驱逐舰
“昆明”号导弹驱逐舰（舷号172）简称“昆明”舰，是中国人民解放军海军所接收的首艘052D型导弹驱逐舰，也是首艘装备新型有源相控阵雷达及通用垂直发射系统的第三代驱逐舰。昆明舰实现了防空、反舰或反潜等多种舰载武器的共架发射，可单独或协同海军其他兵力攻击水面舰艇、潜艇，具有较强的区域防空和对海作战能力。昆明舰由江南造船厂开工建造，于2012年2月16日上船台，同年8月29日下水，2014年3月21日入列，现服役于南海舰队驱逐舰第九支队。昆明舰舰名取自云南省省会昆明市，其入列命名授旗仪式于2014年3月21日在位于上海市长兴岛的中船工业集团公司江南造船集团有限公司举行。

### 重大服役事件
2015年10月26日，美国海军驱逐舰驶近南中国海中国岛礁12海里。昆明舰对其展开监视。